# Sultepec, Hidalgo
Sultepec är en ort i Mexiko.   Den ligger i kommunen Tulancingo de Bravo och delstaten Hidalgo, i den sydöstra delen av landet, 110 km nordost om huvudstaden Mexico City. Sultepec ligger 2 146 meter över havet och antalet invånare är 210.
Terrängen runt Sultepec är platt åt nordväst, men åt sydost är den kuperad. Runt Sultepec är det tätbefolkat, med 476 invånare per kvadratkilometer. Närmaste större samhälle är Tulancingo, 6,3 km söder om Sultepec. Omgivningarna runt Sultepec är en mosaik av jordbruksmark och naturlig växtlighet.